# Brain-sur-Allonnes
Brain-sur-Allonnes és un municipi francès situat al departament de Maine i Loira i a la regió de País del Loira. L'any 2007 tenia 1.927 habitants.

## Demografia

### Població
El 2007 la població de fet de Brain-sur-Allonnes era de 1.927 persones. Hi havia 767 famílies de les quals 192 eren unipersonals (77 homes vivint sols i 115 dones vivint soles), 299 parelles sense fills, 234 parelles amb fills i 42 famílies monoparentals amb fills.
La població ha evolucionat segons el següent gràfic:
Habitants censats

### Habitatges
El 2007 hi havia 867 habitatges, 769 eren l'habitatge principal de la família, 45 eren segones residències i 52 estaven desocupats. 836 eren cases i 27 eren apartaments. Dels 769 habitatges principals, 550 estaven ocupats pels seus propietaris, 208 estaven llogats i ocupats pels llogaters i 11 estaven cedits a títol gratuït; 4 tenien una cambra, 35 en tenien dues, 134 en tenien tres, 213 en tenien quatre i 383 en tenien cinc o més. 641 habitatges disposaven pel capbaix d'una plaça de pàrquing. A 324 habitatges hi havia un automòbil i a 375 n'hi havia dos o més.

### Piràmide de població
La piràmide de població per edats i sexe el 2009 era:
| Homes | Edats   | Dones |
| ----- | ------- | ----- |
| 1     | 95 o +  | 8     |
| 2     | 90 a 94 | 3     |
| 23    | 85 a 89 | 15    |
| 11    | 80 a 84 | 24    |
| 25    | 75 a 79 | 43    |
| 31    | 70 a 74 | 29    |
| 49    | 65 a 69 | 59    |
| 50    | 60 a 64 | 46    |
| 47    | 55 a 59 | 52    |
| 66    | 50 a 54 | 78    |
| 59    | 45 a 49 | 67    |
| 47    | 40 a 44 | 60    |
| 71    | 35 a 39 | 60    |
| 41    | 30 a 34 | 38    |
| 67    | 25 a 29 | 67    |
| 58    | 20 a 24 | 41    |
| 86    | 15 a 19 | 57    |
| 47    | 10 a 14 | 72    |
| 58    | 5 a 9   | 56    |
| 48    | 0 a 4   | 42    |

## Economia
El 2007 la població en edat de treballar era de 1.163 persones, 819 eren actives i 344 eren inactives. De les 819 persones actives 695 estaven ocupades (388 homes i 307 dones) i 125 estaven aturades (49 homes i 76 dones). De les 344 persones inactives 151 estaven jubilades, 79 estaven estudiant i 114 estaven classificades com a «altres inactius».

### Ingressos
El 2009 a Brain-sur-Allonnes hi havia 797 unitats fiscals que integraven 2.002 persones, la mediana anual d'ingressos fiscals per persona era de 14.773 €.

### Activitats econòmiques
Dels 65 establiments que hi havia el 2007, 2 eren d'empreses alimentàries, 1 d'una empresa de fabricació de material elèctric, 3 d'empreses de fabricació d'altres productes industrials, 15 d'empreses de construcció, 11 d'empreses de comerç i reparació d'automòbils, 3 d'empreses de transport, 6 d'empreses d'hostatgeria i restauració, 2 d'empreses financeres, 2 d'empreses immobiliàries, 5 d'empreses de serveis, 10 d'entitats de l'administració pública i 5 d'empreses classificades com a «altres activitats de serveis».
Dels 21 establiments de servei als particulars que hi havia el 2009, 1 era una oficina de correu, 1 funerària, 1 taller de reparació d'automòbils i de material agrícola, 2 paletes, 2 guixaires pintors, 4 fusteries, 5 lampisteries, 1 electricista, 2 perruqueries i 2 restaurants.
Dels 5 establiments comercials que hi havia el 2009, 1 era una botiga de menys de 120 m², 2 fleques, 1 una carnisseria i 1 una llibreria.
L'any 2000 a Brain-sur-Allonnes hi havia 68 explotacions agrícoles que ocupaven un total de 697 hectàrees.

## Equipaments sanitaris i escolars
El 2009 hi havia 1 farmàcia i 1 ambulància.
El 2009 hi havia 2 escoles elementals.

## Poblacions més properes
El següent diagrama mostra les poblacions més properes.